# Economie participativă
O economie participativă este un sistem economic bazat pe procesul decizional participativ ca principal mecanism economic de alocare într-o societate. În acest sistem, ponderea în procesul decizional este proporțională cu impactul asupra unei persoane sau a unui grup de persoane. Economia participativă este o formă de economie planificată socialistă descentralizată, care implică proprietatea colectivă asupra mijloacelor de producție. Este o alternativă propusă la capitalismul contemporan și la planificarea centralizată. Acest model economic este asociat în principal cu teoreticianul politic Michael Albert și cu economistul Robin Hahnel, care descriu economia participativă ca fiind o viziune economică anarhistă.